# John Dopyera
John Dopyera Eslovaco. Fue el inventor del instrumento musical dobro. En 1929, junto con sus hermanos, fundó una empresa para su fabricación en serie llamada Dopyera Brothers, quedando abreviada como Do.Bros. Esta marca comercial que aparecía en el clavijero de los instrumentos, acabó por dar nombre al instrumento.